# Parentalia
Parentalia (lat.), a holtak tiszteletének szánt egyik nap az ókori Rómában. Az akkori dátum szerint február 21-én a gyermekek szüleik, az örökösök örökhagyóik, a rokonok elhunyt atyafiak sírjain bemutatott áldozatokkal ünnepelték meg. Utolsó napját feralia néven nevezték. Február 13-án kezdődött.

## Szokások
A szegényebbek legalább virágokkal, gyümölcsökkel, sóval, kevert árpadarával áldoztak és rótták le kegyeletük adóját meghalt hozzátartozóik iránt. E napon Rómában az összes templom zárva volt és az oltárokon áldozati tüzet sem volt szabad gyújtani. Az Ovidiusnál olvasható hagyomány szerint ez ünnepet Aeneas alapította apja elköltözött lelkének tiszteletére. Később e naphoz csatlakozott az élők kiengesztelésére szánt Caristia ünnepe.

## Lásd még
- A római halottkultusz és szertartásai
- Lemuria